# Lymantria umbrosa
Lymantria obfuscata is een vlinder uit de familie van de spinneruilen (Erebidae), onderfamilie donsvlinders (Lymantriinae). De wetenschappelijke naam van de soort is, geplaatst in het geslacht Porthetria, voor het eerst geldig gepubliceerd in 1881 door Butler. 
De soort wordt wel als ondersoort van L. dispar beschouwd, maar Pogue en Schaefer hebben in 2007 de status herzien tot soort. Zij hebben het mannetje onder de syntypes aangewezen als lectotype en het vrouwtje geïdentificeerd als behorende tot de ondersoort L. dispar japonica.
Het mannetje heeft een spanwijdte van 18 tot 25 millimeter, het vrouwtje van 20 tot 30 millimeter. De rups wordt 18 tot 20 millimter lang, is polyfaag met een voorkeur voor Larix leptolepis. Het vrouwtje zet de eitjes af op berken (Betula platyphylla) in de buurt van de voedselboom, niet te hoog boven de grond. De eitjes worden afgedekt met een plak van haren van het lijf van de vlinder. 
De soort komt voor van Hokkaido tot de Koerillen en mogelijk op het vasteland van Siberië.